# Bathyleberis kurilensis
Bathyleberis kurilensis is een mosselkreeftjessoort uit de familie van de Cylindroleberididae. De wetenschappelijke naam van de soort is voor het eerst geldig gepubliceerd in 1978 door Chavtur.